# Учебные крейсера типа «Катори»
Учебные крейсера типа «Катори» (яп. 香取型練習巡洋艦 Каторигата рэнсю дзюнъё:кан) — серия учебных кораблей японского императорского флота.
Проектировались для замены использующихся в этом качестве старых броненосных крейсеров. В 1938 году в рамках 3-й программы пополнения флота были выданы заказы на первые две единицы («Касима» и «Катори»), в 1939 по 4-й программе — на третью («Касии»). Заказы эти были реализованы верфью «Мицубиси» в Иокогаме в 1938—1941 годах. Четвёртый корабль был заказан в рамках дополнительной программы 1941 года, однако его постройка была отменена всего через два месяца после закладки, и он не успел получить официального имени.
Вступившие в строй в 1940 году «Катори» и «Касима» вошли в состав учебного отряда ЯИФ, успев совершить несколько походов в качестве учебных кораблей. С началом же войны все три единицы стали флагманскими кораблями флотов. После 1942 года их стали использовать как в составе эскортных сил, так и по исходному назначению — в качестве учебных. «Катори» и «Касии» погибли в конце войны, уцелевший же «Касима» после капитуляции применялся в качестве репатриационного судна и был разобран на металл в 1946—1947 годах.

## Разработка проекта
В начале 1930-х годов японский морской генеральный штаб (МГШ) планировал заменить три устаревших броненосных крейсера, использующихся в учебных целях («Асама», «Иватэ», «Якумо») на три лёгких типа «Кума» («Кума», «Тама», «Китаками») после их перестройки. Последние должны были быть разоружены по условиям Первого Лондонского договора после вступления в строй «Судзуи» и «Кумано» типа «Могами». Однако из-за финансовых проблем намеченное на декабрь 1933 года начало конверсии «Кумы» было отложено. После же выхода Японии из договоров по ограничениям морских вооружений в декабре 1934 года эти планы были и вовсе отменены в пользу перестройки этих единиц в торпедные крейсера.
В октябре 1935 года «Асама» был серьёзно повреждён при посадке на мель, оставшихся же «Иватэ» и «Якумо» уже не было достаточно на фоне ожидающегося расширения флота. Соответственно, в 1937 году МГШ принял решение о постройке кораблей, предназначенных специально и исключительно для прохождения в ходе океанских походов практики курсантами. Морской технический департамент (МТД) получил от МГШ следующие требования к этим единицам:
- Стандартное водоизмещение 5800 тонн;
- Максимальная скорость 18 узлов;
- Размещение на борту 375 курсантов или кадетов, в том числе 200 со связанными с вооружением специальностями и штурманов, 100 — с инженерными, 50 — финансовыми и 25 — медицинскими[4].

В соответствии принципами ЯИФ того времени, учебные корабли должны были в первую очередь обладать жилыми помещениями, аудиториями для занятий и учебным оборудованием. Вооружение и приборы управления огнём размещались для использования в ходе обучения, не для обеспечения боевой мощи. Каюты экипажа, курсантов и членов штаба должны были просторными и комфортабельными по меркам японского флота, и в ходе зарубежных визитов они должны были смотреться не хуже, чем на иностранных аналогах. В военное время учебные корабли в силу просторности их помещений должны были выполнять роль флагманов свежеформируемых флотов.
Проектирование учебных кораблей велось под руководством капитана 3-го ранга Дайсукэ Одзоно и под наблюдением главы Четвёртой секции МТД контр-адмирала Кэйдзи Фукуда. Результатом стал подготовленный в 1938 году базовый проект J-16. Номер этот по внутреннему обозначению проектов МТД соответствовал судам специального назначения (плавмастерским, флотским танкерам, плавбазам и т. д.), а не крейсерам. Сам по себе класс учебных крейсеров был порождён Первым Лондонским договором и в официальную классификацию ЯИФ введён с 1 июня 1931 года. Так должны были классифицироваться «Кума», «Тама» и «Китаками» после конверсии, позже в этот класс были зачислены и 5800-тонные учебные корабли, несмотря на то, что Япония к тому времени из этого договора вышла. Однако такое обозначение вкупе с недостатком информации привело к тому, что в западных странах до начала войны тип «Катори» считали настоящими крейсерами, с соответствующими вооружением, броневой защитой и скоростью (например, справочник ONI относил их к лёгким крейсерам с обозначением CL-18, CL-19 и CL-20).

## Конструкция

### Корпус и компоновка
Обводы корпуса и в частности — палубная линия типа «Катори» значительно отличались от всех остальных японских крейсеров. Прямой с изгибом от уровня средней палубы форштевень по конструкции повторял аналоги на типе «Агано» и «Оёдо», но без бульба — вместо него был просто хвостовик. Палубная линия выделялась длинным 54,25-метровым полубаком при малой его седловатости. Благодаря полубаку высота надводного борта составляла 8,0 м у форштевня и 7,5 м — в районе дымовой трубы, где он кончался. Далее её величина составляла 4,75 м, а благодаря подъёму верхней палубы ближе к корме возрастала у ахтерштевня до 5,75 м. В силу того, что учебные корабли не рассчитывались на достижение высоких скоростей, они имели короткие корпуса, соотношение длины к ширине у них составляло лишь 8,15. Для сравнения, аналогичный показатель был у бронепалубного крейсера «Тонэ» постройки 1910 года, у всех современных им крейсеров он превышал 10. Также корпуса у типа «Катори» имели малую килеватость, в силу большого коэффициента полноты мидель-шпангоута. Суммарная масса корпуса составляла 2825 тонн, или 44,5 % от водоизмещения на испытаниях. Основным конструкционным материалом трюмной палубы и обшивки двойного дна были листы стали типа D толщиной 9 и 10 мм. Балочные конструкции в машинных и котельных отделениях изготавливались из сталей марок 250J (между трюмной и нижней палубой), 200J (выше нижней палубы в машинных отделениях) и 150J (выше нижней палубы в котельных отделениях).
Массивная носовая надстройка крейсеров возвышалась на 17 м над водой и на 22,75 м — над килем. Первый снизу ярус имел длину 26 м, и большую его часть занимал кубрик № 1. Во втором ярусе длиной 17,5 находились рулевая рубка, комнаты отдыха командира корабля и адмирала, радиотелефонный пост № 1. В третьем (длиной 10 м) и четвёртом ярусе находился специальной спроектированный для подготовки штурманов компасный мостик с хранилищем карт. Массивная носовая надстройка с слегка наклонённой фок-мачтой, тонкая дымовая труба, массивная катапульта и высокая грот-мачта с грузовой стрелой дали типу «Катори» уникальный среди всех кораблей ЯИФ силуэт. Крупные размеры надстроек и высокий надводный борт означали и большой верхний вес, поэтому для улучшения остойчивости крейсера штатно имели на борту 717 тонн балласта (в том числе 140 тонн топлива и воды). Метацентрическая высота на испытаниях «Катори» 6 апреля 1940 года составила 1,28 м при нормальном водоизмещении (6352 т), 1,35 м при полном (6753 т), 0,63 м при порожнем (5166 т), 0,86 м при порожнем с балластом (5400 т).
В силу своего учебного назначения корабли типа «Катори» несли относительно большое количество плавстредств. На верхней палубе вокруг катапульты хранились две 12-м гребные шлюпки, три 12-м моторных баркаса и одна 6-м рабочая шлюпка. По бокам носовой надстройки были размещены два 9-м гребных спасательных катера).

### Энергетическая установка
На типе «Катори» использовалась комбинированная дизель-паротурбинная установка проектной мощностью 8000 л. с., достаточная для достижения 18-узловой скорости хода. Также её особенностью было сочетание экономичности и достаточно высокой мощности на малых скоростях, важных при дальних походах. По аналогичным причинам данная схема использовалась на немецких лёгких крейсерах типа «Кёнигсберг» и «Лейпциг», а в Японии — на гидроавианосцах типа «Титосэ».
В передних машинных отделениях, разделённых продольной переборкой, находились два турбозубчатых агрегата (ТЗА) проектной мощностью 2200 л. с. (эффективная — 2000 л. с. при 280 об/мин). Каждый агрегат включал в себя турбину высокого давления (ТВД) и турбину низкого давления (ТНД), соединённые двухступенчатым редуктором с четырёхзубчатой передачей. Обе турбины являлись двухкорпусными и были установлены параллельно (ТВД внутренняя и ТНД внешняя). Отдельная турбина заднего хода (ТЗХ) была установлена у переднего края ТНД. Каждый ТЗА вращал вал, соединённый с гидравлической передачей типа «Вулкан» в одном из задних машинных отделений. Идентичные с применяемыми на «Катори» турбозубчатые агрегаты также устанавливались на канонерские лодки «Хасидатэ» и «Удзи», строившихся по той же 3-й программе.
Па́ром ТЗА питали два водотрубных котла типа «Кампон Хо Го», находившихся в двух котельных отделениях (расположены перед машинными), разделённых продольной переборкой. Рабочее давление перегретого пара — 20,0 кгс/см² при температуре 280 °C. Третий котёл находился спереди от других по правому борту, его отделение было отсечено от задних поперечной переборкой. Он предназначался для питания корабля паром во время стоянки в порту, и при необходимости — на полном ходу. Трёхбарабанные водотрубные котлы типа «Хо Го» были разработаны МТД в 1937 году специально для применения на малых боевых кораблях, впервые они были установлены в том же году на охотник за подводными лодками № 53.
В задних машинных отделениях, разделённых продольной переборкой, находились два дизеля Кампон № 22 модель 10. Конструктивно они были выполнены как десятицилиндровые (диаметр каждого — 430 мм, длина хода поршня — 450 мм) четырёхтактные и имели проектную мощность 2250 л. с. при 510 об/мин. Такие же двигатели устанавливались на плавбазу «Акицусима», кайбоканы (от типа «Симусю» до типа «Укуру») и ряде подлодок. Непосредственным их предшественником был разработанный в 1933 году дизель № 22 модель 8, устанавливавшийся на охотники за ПЛ № 1 и № 2. На типе «Катори» каждый из двигателей соединялся с одной из двух гидравлических передач типа «Вулкан», соединённых и с валами от ТЗА. Идущие от передач валы вращали два трёхлопастных (с аэродинамическим профилем лопастей) гребных винта диаметром 2,80 м и с шагом 2,58 м. Режимы работы ЭУ были следующими:
- При использовании только дизелей — 2000 л. с. (2×1000) при 180 об/мин, 12 узлов, или 3000 л. с. (2×1500) при 210 об/мин, 13,5-14 узлов;
- При использовании только турбозубчатых агрегатов — 2500 л. с. (2×1250) при 200 об/мин, 13 узлов (крейсерский режим), или 4000 л. с. (2×2000) при 230 об/мин, 14,5 узлов;
- При использовании совместно дизелей и турбозубчатых агрегатов — 8000 л. с. (2×1800 + 2×2200) при 280 об/мин, что соответствовало полному ходу в 18 узлов[12].

Максимальный запас топлива составлял 600 тонн мазута, или 400 тонн при нормальном водоизмещении. Расчётный радиус действия в первом случае составлял 9900 морских миль 12-узловым ходом. Во втором случае при использовании только дизелей (скорость хода 12 узлов) на испытаниях был получен расход топлива 0,2 кг/л. с. в час, что соответствовало максимальной дальности более 12 тысяч морских миль.
Для питания корабельной электросети (напряжение — 440 В) использовались три электрогенератора общей мощностью 940 КВт. Из них два находились в отсеке по левому борту от вспомогательного котла: турбогенератор на 400 КВт и дизель-генератор на 270 КВт. Аналогичный последнему третий генератор был размещён в заднем машинном отделении левого борта.

### Вооружение
Главный калибр крейсера состоял из четырёх 140-мм орудий типа 3-го года. Эта артсистема разработана перед Первой мировой войной и на вооружение ВМФ Японии принята 24 апреля 1914 года. Орудия в двух спаренных закрытых установках модели A2, длиной 5,5 м, шириной 3,4 м и высотой 2,46 м, в оконечностях. Углы обстрела ±150° (носовой) или ±130° (кормовой), максимальный угол возвышения — 35°, что соответствовало дальности стрельбы 20 574 м. Аналогичные установки нёс и гидроавианосец «Ниссин», более ранней модели — лёгкий крейсер «Юбари», минный заградитель «Окиносима» и плавбазы подлодок «Дзингэй» и «Тёгэй». Зенитное вооружение состояло из одной спаренной установки 127-мм/40 орудий тип 89 модели A1 (без щита, расположена за грот-мачтой на кормовой надстройке) и 25-мм спаренных автоматов тип 96 (на «Катори» и «Касиме» изначально два — на зенитной палубе, на «Касии» их к моменту ввода в строй было четыре). Дополнительно имелись четыре 5-см салютных пушки Ямаути в передней части зенитной палубы (на «Касии» — только две и в передней части носовой надстройки). Торпедное вооружение состояло из двух старых спаренных 533-мм торпедныхз аппаратов (боекомплект — только четыре торпеды тип 6, без запасных), расположенных за трубой.
Система управления огнём предназначалась прежде всего для подготовки курсантов. Она включала визир центральной наводки тип 94 с 4,5-метровым дальномером (для управления 140-мм орудиями, изначально разработан для крейсеров типа «Агано»), СУАЗО тип 91 с 2-м дальномером (для управления 127-мм установкой, находился на кормовой надстройке ярусом выше), две визирные колонки тип 95 (для управления 25-мм автоматами, находились на носовой надстройке), 1,5-метровый навигационный дальномер, два 110-см поисковых прожектора тип 96 и два 60-см сигнальных прожектора.
Также для учебных целей на крейсерах устанавливалась массивная катапульта тип Курэ № 2 модель 5, занимавшая пространство между грот-мачтой и дымовой трубой (углы разворота — 55° вперёд, 40° назад). Для подъёма самолётов на грот-мачту была установлена 5,5-тонная грузовая стрела, за ней на кормовой надстройке пост управления запуском. Планировалось использовать один трёхместный разведчик тип 0 (E13A1), хранящийся на стреле катапульты, в связи с их нехваткой на момент вступления крейсера несли по одному старому трёхместному разведчику тип 94 № 2 модель 1 (E7K2).

### Экипаж и условия обитаемости
В окончательном виде корабли типа «Катори» были рассчитаны на размещение 275 курсантов, против 375 по исходным требованиям МГШ. С учётом 315 офицеров и матросов экипажа всего на борту должно было находиться 590 человек.
Имелось всего 14 кубриков команды и курсантов. Из них № 1 находился в первом ярусе надстройки, № 2-5 — в полубаке, № 6-8 — на средней палубе и № 9-14 — на нижней. Рядом с кубриком № 8 также размещалась каюта лётного состава.
Восемь офицерских кают и четыре каюты офицеров штаба находились на средней палубе в корме, вместе с залом для совещаний и тремя кают-кампаниями (третья — мичманская). Такая компоновка была необычной для современных на тот момент японских крейсеров и более характерна для времён Первой мировой и ранее. Ещё двенадцать кают находились в корме на нижней палубе, в том числе семь — для старших преподавателей, четыре — для токуми сикан и одна большая — для мичманов. Дизайн приёмной командира корабля создавался с учётом её вероятного применения в ходе иностранных визитов, особое внимание также было уделено аудиториям и учебным классам..
Камбуз команды размещался на средней палубе по правому борту между кубриками № 6 и № 8, камбуз офицеров и мичманов — в задней надстройке. В носу на средней палубе находился большой медицинский блок, включавший в себя хорошо оборудованную операционную, раздельные (для офицеров и команды) лазареты и учебные помещения для курсантов-медиков. В целом на фоне других японских кораблей крейсера типа «Катори» выделялись просторностью и комфортом своих помещений.

## Строительство
Заказы на первые две единицы в рамках Третьей программы пополнения флота стоимостью по 6,6 млн иен были выданы в 1938-м финансовом году. Так как корпуса этих кораблей были очень просты по конструкции, то единственным строителем была выбрана верфь компании «Мицубиси» в Иокогаме (бывшая «Судостроительная компания Иокогамы»), специализирующаяся на торговых судах.
Учебные крейсера с временными номерами 72 и 73 были заложены там 24 августа и 6 октября 1938 года. 31 марта 1939 года им были присвоены имена, но в силу особенностей их классификации не в честь рек или гор, а синтоистских храмов. Корабль № 72 был назван «Катори» по храму в префектуре Тиба, основание которого относят к 642 году до нашей эры. Корабль № 73 же получил имя «Касима» в честь храма в префектуре Ибараки, первые записи о котором относятся примерно к 600 году до нашей эры. Оба имени уже использовались ранее — их носили броненосцы типа «Катори», построенные в Великобритании в 1904—1906 годах и служившие в ЯИФ до списания по условиям Вашингтонского договора в 1923 году. Оба учебных крейсера были переданы флоту 20 апреля и 31 мая 1940 года, срок их постройки составил таким образом около 20 месяцев.
Заказ на третий корабль стоимость 7,2 млн иен был выдан в рамках Четвёртой программы пополнения флота 6 марта 1939 года. Заложен он был на той же верфи 4 октября с временным номером 101. 30 августа 1940 ему было присвоено название «Касии» — в часть храма (Касии-но-мия) в префектуре Фукуока, строительство которого началось при императрице Дзингу и императоре Тюай (192—200 годы). Ранее это имя в ЯИФ не использовалось. Корабль строился немногим более 21 месяца (больше, чем в случае первых двух единиц) и был введён в строй 15 июля 1941 года.
Заказ на четвёртый учебный крейсер стоимостью 7,66 млн иен был выдан по Второй дополнительной программе 1941 года. Закладка его под временным номером 237 состоялась в Иокогаме 23 августа 1941 года, однако уже 6 ноября в связи с изменением планов постройка была отложена на неопределённый срок. В дальнейшем находившийся в низкой степени готовности корпус был разобран, чтобы освободить стапель под более важные заказы. Крейсер не успел получить официального названия, однако ему приписывается имя «Касивара» — в часть храма на вершине горы Унэби в префектуре Нара, построенного в 1889 году.
| Название            | Место постройки            | Заложен         | Спущен на воду                        | Введён в эксплуатацию                 | Судьба                                                                         |
| ------------------- | -------------------------- | --------------- | ------------------------------------- | ------------------------------------- | ------------------------------------------------------------------------------ |
| Катори (яп. 香取)   | Верфь «Мицубиси», Иокогама | 24 августа 1938 | 17 июня 1939                          | 20 апреля 1940                        | Потоплен артиллерией американских кораблей в районе Трука 17 февраля 1944 года |
| Касима (яп. 鹿島)   | Верфь «Мицубиси», Иокогама | 6 октября 1938  | 25 сентября 1939                      | 31 мая 1940                           | Разобран на металл в 1946—1947 годах                                           |
| Касии (яп. 香椎)    | Верфь «Мицубиси», Иокогама | 4 октября 1939  | 15 октября 1940                       | 15 июля 1941                          | Потоплен американской палубной авиацией 12 января 1945 года                    |
| Касихара (яп. 橿原) | Верфь «Мицубиси», Иокогама | 23 августа 1941 | Постройка отменена 6 ноября 1941 года | Постройка отменена 6 ноября 1941 года | Постройка отменена 6 ноября 1941 года                                          |

## История службы

### «Касии»
Вскоре после вступления в строй «Касии» 31 июля 1941 года был назначен флагманом свежесформованного Южного экспедиционного флота вице-адмирала Нобору Хирата, который должен был действовать в районе Французского Индокитая. Крейсер прибыл в Сайгон 11 августа и до декабря совершил три похода в октябре-ноябре (Хирату на должности командующего флотом при этом сменил Дзисабуро Одзава, 18 ноября он перенёс свой флаг на тяжёлый крейсер «Тёкай»). После вступлении Японии в Вторую мировую войну «Касии» вместе с кайбоканом «Симусю» 5-11 и 13-21 декабря прикрывали перевозившие к Малайе войска конвои. 26 декабря он вместе «Симусю», крейсером «Натори» и эсминцами сопровождал следующий конвой до Малайи и Бангкока, участвовав в спасении с горящего транспорта «Мэйко-мару» 3 января 1942 года и прибыл в Бангкок 10 января. Параллельно с этим Южный экспедиционный флот был переименован в Первый южный экспедиционный флот, а его зонами ответственности стали Малайя и Индийский океан. «Касии» пробыл в Бангкоке до 1 февраля, времена выходя на патрулирование, и 2-го вернулся в Сайгон. 4-9 февраля он прикрывал высадку войск на западном Калимантане, 11-16 высадку в Палебманге на Суматре, с 17 февраля по 1 марта патрулировал район островов Анамбас и 2 марта прибыл в Сингапур. 8-16 марта «Касии» вместе с крейсером «Юра» и эсминцами выходил в море в рамках операции по захвату северной Суматры, с 19 марта по 6 апреля он сопровождал транспорты до Рангуна.
10 апреля 1942 года Первый южный экспедиционный флот стал составной частью флота Юго-западной зона вице-адмирала Такахаси. 12 апреля вице-адмирал Одзава перенёс свой флаг с «Тёкая» обратно на «Касии». С 3 по 14 июня «Касии» прошёл докование в Сингапуре, с 3 по 14 июля он ходил до Пинанга и обратно. 14 июля Одзаву на посту командующего Первым южным экспедиционным флотом сменил Дэнсити Окаваути, который с 28 июля по 20 августа совершил инспекционную поездку на борту крейсера, посетив Мергуи, Рангун, Порт-Блэр, Сабанг и Пинанг. Первые две декады сентября «Касии» провёл в готовности в Сингапуре, 21 сентября он вышел в море, взял на борт солдат ЯИА в Гонконге, доставил их в Рабаул 8 октября и 19 октября вернулся на базу. С 9 ноября по 27 декабря крейсер патрулировал район между Суматрой и Андаманскими островами. С 16 по 21 января 1943 года он снова прошёл докование в Сингапуре, в феврале и конце апреля совершил несколько коротких походов. 20 мая «Касии» вышел в море в рамках инспекционной поездки нового командующего флотом вице-адмирала Ёсикадзу Эндо (сменил Окаваути на этом посту 9 марта), посетив Паданг, Сиболгу, Сабанг, Кар Никобар, Порт-Блэр и вернулся обратно 6 июня. После ремонта в Сингапуре крейсер в июле-ноябре совершил восемь походов к Андаманским островам с подкреплениями и грузами. 29 августа у Сабанга он был атакован британской подводной лодкой «Трайдент», выпустившей по нему восемь торпед, но попаданий не добившейся. Почти весь декабрь «Касии» провёл на стоянке в Сингапуре, в роли флагмана Первого южного экспедиционного флота его сменил тяжёлый крейсер «Аоба».
В связи с решением о более целесообразном использовании крейсера как учебного корабля он 26 декабря 1943 года покинул Сингапур и 6 января 1944 года прибыл в Сасэбо, где до 1 февраля прошёл ремонт и докование. Февраль и большую часть марта он провёл в Этадзиме, будучи приписанным к Военной академии ЯИФ. Но уже в феврале МГШ поменял планы на дальнейшую судьбу всей тройки, рассматривая их теперь как флагманы эскортных соединений. В рамках этих планов «Касии» с 25 марта по 29 апреля в Арсенале флота в Курэ прошёл конверсию в противолодочный корабль, с докованием с 30 марта по 6 апреля. В ходе этих работ он получил четыре строенных 25-мм автоматов (всего 20 стволов, также исходно планировалось и не было осуществлено увеличение числа 127-мм спаренных установок до трёх), на фок-мачте была установлена РЛС ОВЦ № 21, для обнаружения подлодок добавили гидрофоны и сонар, на борт могло браться до 300 глубинных бомб. После завершения конверсии «Касии» 3 мая был назначен флагманом 1-й дивизии эскортных кораблей контр-адмирала Мицухару Мацуяма, базирующейся на Сингапур. С 29 мая по 26 июня он вместе с лёгким авианосцем «Кайё» и четырьмя кайбоканами сопроводил конвои из Модзи до Сингапура и в обратном направлении (при этом американской подлодкой был 2 июня потоплен кайбокан «Авадзи»). С 28 июня по 10 июля «Касии» прошёл новую модернизацию в Арсенале флота в Курэ, получив в ходе неё десять одиночных 25-мм автоматов (общее число стволов — 30) и восемь 13,2-мм пулемётов тип 93, РЛС ОВЦ № 21 была заменена на РЛС ОНЦ № 22, были установлены два комплекта устройств для инфракрасной связи тип 2 по бокам надстройки. С 13 по 31 июля крейсер сопроводил конвой из Модзи в Сингапур, а с 5 по 15 августа — конвой в обратном направлении. 23 августа он вышел из Модзи в составе нового конвоя из 11 транспортов и 8 кораблей эскорта, 31 августа конвой был атакован двумя американскими подлодками (потоплено три транспорта) и 7 сентября прибыл в Сингапур. С 13 по 23 сентября «Касии» прошёл вместе с обратным конвоем, при этом из-за атаки американской подлодки 17 сентября были потеряны лёгкий авианосец «Унъё» и танкер «Адзуса-мару». 25 сентября крейсер перешёл в Сасэбо, где до 14 октября прошёл ремонт с докованием.
С 26 октября по 9 ноября 1944 года «Касии» сопроводил четвёртый конвой до Сингапура, а с 17 ноября по 3 декабря — обратный конвой до Модзи. При этом 15 ноября он был назначен флагманом 101-го дивизиона эскортных кораблей (включал кайбоканы «Дайто», «Цусима», «Укуру», № 23, № 27, № 31), который с 10 декабря стал частью Первого эскортного флота. С 21 по 23 декабря «Касии» и 101-й дивизион сопроводили транспорты «Синсю-мару», «Хюга-мару», «Кибицу-мару» и «Аобасан-мару», затем до 28 декабря эскортировали другой конвой до Сингапура (при этом кайбокан «Цусима» отделился для сопровождения повреждения транспорта). С 30 декабря по 4 января 1945 года они провели конвой до Сайгона. С новым конвоем ХИ-86 из 10 транспортов 101-й дивизион покинул Сайгон 9 января и прибыл в Куинён в ночь с 11-е на 12-е января. Утром 12 января конвой покинул Куинён и сразу подвергся массированным налётам палубной авиации американской тактической группы 38.3 контр-адмирала Шермана (авианосцы «Эссекс», «Тикондерога», «Лэнгли», «Сан-Джасинто»). Около 14:08 «Касии» был последовательно поражён торпедой в правый борт и двумя бомбами, одна из поразила погреб глубинных бомб и привела к его детонации. Крейсер затонул на мелководье в течение нескольких минут, зарываясь кормой, из его экипажа лишь 19 человек было спасено кайбоканом «Укуру». Из входивших в конвой ХИ-86 шестнадцати единиц лишь кайбоканы «Укуру», «Дайто» и № 27 пережили налёты с лёгкими повреждениями, остальные тринадцать (в том числе все 10 транспортов) были потоплены или выбросились на берег.